# Ваґринець
Ваґринець або Вагринець (словац. Vagrinec) — село в Словаччині, Свидницькому окрузі Пряшівського краю. Розташоване в північно-східній частині Словаччини.
Уперше згадується у 1548 році.

## Пам'ятки
У селі є греко-католицька церква Різдва Пресвятої Богородиці з 1858 року. 
Крім неї є також православна церква Покрови Пресвятої Богородиці з 20 століття у візантійському стилі.

## Населення
| Рік:            | 1993 | 2003    | 2013    | 2023     |
| --------------- | ---- | ------- | ------- | -------- |
| Кількість осіб: | 134  | 126     | 127     | 113      |
| Різниця:        |      | -5,97 % | +0,79 % | -11,02 % |

| Рік:            | 2022 | 2023    |
| --------------- | ---- | ------- |
| Кількість осіб: | 110  | 113     |
| Різниця:        |      | +2,72 % |

В селі проживає 124 осіб.
Національний склад населення (за даними останнього перепису населення — 2001 року):
- словаки — 77,61 %
- русини — 22,39 %

Склад населення за приналежністю до релігії станом на 2001 рік:
- православні — 44,78 %,
- греко-католики — 54,48 %,
- не вважають себе віруючими або не належать до жодної вищезгаданої церкви- 0,75 %

| Словаччина | Це незавершена стаття з географії Словаччини. Ви можете допомогти проєкту, виправивши або дописавши її. |

1. ↑  Ця сторінка має Властивість Вікіданих P910: категорія за темою сторінки із значенням "Category:Vagrinec", але не має назви українською мовою, яку треба додати за посиланням d:Special:SetLabelDescriptionAliases/Q13390398/uk.
Докладніше: Вікіпедія:Проєкт:Вікідані; Вікіпедія:Категоризація.
2. ↑  Hustota obyvateľstva - obce [om7014rr_obc=AREAS_SK, v_om7014rr_ukaz=Rozloha (Štvorcový meter)]. Statistical Office of the Slovak Republic. 28 березня 2024. Процитовано 8 лютого 2025.
3. ↑  Počet obyvateľov podľa pohlavia - obce (ročne) [om7101rr_obce=AREAS_SK]. Statistical Office of the Slovak Republic. 28 березня 2024. Процитовано 8 лютого 2025.
4. ↑  Vagrinec. ŠÚ SR: sodbtn.sk (словац.). // детальні статистичні дані
5. 1 2  Počet obyvateľov podľa pohlavia - obce (ročne) [om7101rr_obce=AREAS_SK]. Statistical Office of the Slovak Republic. 28 березня 2024. Процитовано 8 лютого 2025.